# Isabella de Braose
Isabella de Braose, född 1222, död 1248, var en normandisk adelskvinna. Hon var gift med Dafydd ap Llywelyn, och furstinna av Wales 1240-1246. 
Hon var en av fyra döttrar och arvtagare till William de Braose, en av de största jordägarna i Wales. 
Hon har förekommit som karaktär inom skönlitteraturen.